# Charles Thomas (résistant)
Pour les articles homonymes, voir Thomas et Charles Thomas.
Charles Thomas, né le 1er mai 1913 à Val-et-Châtillon et décédé le 14 octobre 1944 à Cirey-sur-Vezouze, est un militaire et résistant français.

## Biographie

### Le Résistant
Charles Thomas était un des membres de la résistance FFI sous le nom de code de « César » dans l'Est de la France. Il était avant la guerre sergent au 9e Zouaves à Fort-National (Algérie) et ensuite secrétaire de chancellerie à Endoume 7ème arrondissement de Marseille
Dès la dissolution de l'armée française, il contacte les services du Général de Gaulle à Londres qui le chargent du secteur du lieu de son enfance, à savoir Blâmont-Cirey en Meurthe-et-Moselle, dirigé par le chef de l'époque, le colonel Gilbert Grandval.
À la suite d'une dénonciation, il est arrêté par la Milice française le dimanche 1er octobre 1944 à son domicile de Val-et-Châtillon et livré à la Gestapo à la Kommandantur située au château de Cirey-sur-Vezouze pour y être torturé avec trois compatriotes FFI. Charles Thomas ne parlera jamais et ne dénoncera jamais.
Le 14 octobre 1944, il est exécuté par les nazis dans le bois Maîtrechenet de Cirey-sur-Vezouze.
Une stèle a été érigée dans ce bois à l'endroit exact de son exécution en compagnie de trois camarades résistants. Une plaque de marbre a été apposée sur le monument aux Morts de Val-et-Châtillon avec ce texte gravé :

'"À notre camarade et chef dans la Résistance - Charles Thomas - Torturé et fusillé par la Gestapo le 14 octobre 1944 - Les hommes de sa Trentaine FFI de Val-et-Châtillon, sauvés par son silence héroïque - Ses chefs et frères d'armes FFI du secteur de Blamont-Cirey - En témoignage de fidèle reconnaissance".

Sur la façade de sa maison natale, son gendre, le général Joseph Plantevin a dévoilé une plaque portant cette inscription : Ici est né le 1er mai 1913 Charles Thomas Héros de la Résistance. Fusillé par l'ennemi le 14 octobre 1944.

### Vie privée
Marié à Estelle Ginéfri en juin 1936 dans la commune de Sant'Andréa-di-Bozio (Haute-Corse) celle-ci est décédée le 14 juin 1950 à Val-et-Châtillon. Cinq enfants sont nés de cette union, Jean-Charles, Nicole, Andrée (épouse du général Joseph Plantevin, décédée le 11 août 2017), Marc et Renée (décédée en 1943).

## Décorations
- Officier de la Légion d'honneur (remise à Val-et-Châtillon en 1950 à son fils aîné par le colonel Gouze de Saint-Martin)
- Croix de guerre 1939–1945 avec étoile d'argent et palme de bronze (remise à Baccarat en 1945 à son fils aîné, par le colonel Gilbert Grandval, haut commissaire de France en Sarre)
- Médaille de la Résistance française par décret du 02 septembre 1959[2]